# Mario Dal Molin
Mario Dal Molin (Marostica, 6 giugno 1939) è un ex calciatore italiano, di ruolo centrocampista.

## Carriera
Dal 1958 al 1963 ha disputato cinque stagioni consecutive in Serie B con le maglie di Marzotto Valdagno, Palermo e Simmenthal-Monza. Giocò anche nel Cesena e nel Nardò.